# Beautiful (sang af Jessica Mauboy)
 For alternative betydninger, se Beautiful. (Se også artikler, som begynder med Beautiful)
"Beautiful" er en sang indspillet af den australske sanger Jessica Mauboy for hendes tredje album af samme navn. Sangen blev udgivet for digital download den 22. november 2013, som den tredje single fra albummet. "Beautiful" blev skrevet af Mauboy, Charles Hinshaw, Chaz Mishan og David Delazyn, og produceret af The Fliptones.

## Produktion
"Beautiful" blev skrevet af Jessica Mauboy, Charles Hinshaw, Chaz Mishan og David Delazyn, og produceret af The Fliptones. De Fliptones håndteres også programmering og keys. Mauboys vokal blev indspillet på Rondor/Universal Recording Studio. "Beautiful" blev manipuleret af Stuart Schenk og blandet af James Royo. Det blev mestret af Tom Coyne på Sterling Sound i New York. I henhold til Janelle Tucknott fra Renowned for Sound, har sangen "heavy bastoner" og dens instrumentering leveres af en elektronisk keyboard. "Beautiful" blev stillet til rådighed for digital køb den 22. november 2013.

## Modtagelse
Janelle Tucknott fra Renowned for Sound tildelt "Beautiful" tre-og-en-halv stjerner ud af fem og skrev, at "det er optimistisk og iørefaldende og beder om at blive spillet højt, mens man gør sig klar til en aften i byen." Tucknott beskrev også "Beautiful" som "den perfekte sommerclub track" og forudsagde, at det er endnu et hit for Mauboy. Jana Angeles skrev i samme publikation, at "Beautiful" er "en vanedannende spor, der er bundet til at blive hængende i dit hoved i dagevis." Hun bemærkede også, at sangen har "en sommer lovin' følelse", der ville gøre "en perfekt atmosfære for strande og solrigt vejr." Entertainment Hive's Honey B beskrev "Beautiful" som en "melodisk højenergi-nummer". Sangen debuterede som nummer 66 på ARIA Singles Chart dateret den 9. december 2013. Den følgende uge, flyttede op til sit højdepunkt position nummer 46.

## Musikvideo
Musikvideoen til "Beautiful" blev instrueret af Tony Prescott og produceret af Jane Griffin. Det blev uploadet til Mauboys Vevokonto den 4. december 2013. Der er scener af Mauboy, som synger foran en kulisse af vand og mod en sort baggrund. Andre scener omfatter Mauboy og hendes kærlighedsinteresse i køkkenet i gang med at lave mad, en gruppe af mennesker, vaske en bil, børn kører med balloner, og et par fejrer en fødselsdag.

## Medvirkende og personale
Credits tilpasset noter fra Beautiful.

### Steder
- Indspillet i Rondor/Universal Recording Studio
- Mastereret hos Sterling Sound i New York.

### Personale
- Sangskrivning - Jessica Mauboy, Charles Hinshaw, Chaz Mishan, David Delazyn
- Produktion - De Fliptones
- Lydmiksning - James Royo
- Lydtekniker - Stuart Schenk
- Mastering - Tom Coyne

## Hitlister
| Hitlister (2013)  | Top position |
| ----------------- | ------------ |
| Australien (ARIA) | 46           |

## Udgivelse
| Land      | Dato              | Format           | Pladeselskab         |
| --------- | ----------------- | ---------------- | -------------------- |
| Australia | 22. november 2013 | Digital download | Sony Music Australia |